# Фирсова, Наталия Михайловна
Наталия Михайловна Фирсова (21 февраля 1929, Москва — 21 апреля 2013, Москва) — советский и российский лингвист, доктор филологических наук, профессор Российского университета дружбы народов, автор научных трудов по испанистике, руководитель научной школы испанской вариантологии и лингвистической национально-культурной специфики испанского языка. Заслуженный деятель науки Российской Федерации (1994), Почётный работник высшего профессионального образования Российской Федерации (1997), Почетный профессор РУДН (1999).

## Биография
Родилась в Москве. В 1943 году, в возрасте 14 лет приступила к трудовой деятельности. В 1953 году окончила Московский государственный институт иностранных языков имени Мориса Тореза по специальности «учитель испанского и английского языков». Преподавала в МГПИЯ. С 1961 года — старший преподаватель, доцент и, впоследствии, профессор Университета Дружбы Народов (кафедра иностранных языков). В 1967 году защитила диссертацию Морфологическая синонимия и дублетность модально-временных форм испанского глагола на соискание степени кандидата филологических наук, в 1979 году — докторскую диссертацию Стилистика временных форм испанского глагола, обе — в Университете Дружбы Народов им. Патриса Лумумбы.
В 1979—1986 годах — декан историко-филологического факультета УДН. С 1999 года — профессор кафедры иностранных языков филологического факультета РУДН, председатель Учёного совета РУДН и член ученых советов МГУ и МГЛУ по филологическим дисциплинам.
Наталья Фирсова скончалась в Москве 21 апреля 2013 года, не смогла оправиться после смерти своего мужа Леонида Фирсова.

## Научная деятельность
Работая профессором РУДН, прошла стажировки в университетах Латинской Америки и преподавала в университетах Эквадора, Колумбии, Венесуэлы, Кубы и Испании. Собранный систематизированный материал по национально-культурной специфике речевого общения в испанском языке, мало исследованной области языкознания, позволил Н. М. Фирсовой опубликовать ряд важных научных работ. Одновременно с этим, научные интересы Н. М. Фирсовой распространились на такие направления языкознания, как грамматическая стилистика испанского языка, семантика, лексикология и лексикография.
Выполненные исследования позволили подготовить и выпустить в соавторстве с профессором Михеевой Н.Ф первый в мире испанско-русский словарь, основанный на испанском языке Латинской Америки (издан в 1998 году, переиздан в 2000 и 2007). Словарь отмечен Госкомпечатью РФ, вошёл в списки Лучшие книги (1998).
Являясь руководителем аспирантуры и докторантуры по романо-германской филологии в РУДН, подготовила 34 кандидата и 3 доктора наук. Член редколлегии научного реферируемого журнала Вестник РУДН, серия Вопросы образования: языки и специальность и серия Лингвистика.
Выпустила в общей сложности более 250 научных печатных работ. В 2000 году Н. М. Фирсова включена в энциклопедию Ведущие языковеды мира, в 2006 году — в Романо-германскую энциклопедию. Ведущие языковеды мира, подготовленные в Институте языкознания Российской Академии Наук доктором филологических наук А. П. Юдакиным.

## Публикации
- Введение в грамматическую стилистику современного испанского языка. — М.: Высшая школа, 1981.
- Грамматическая стилистика испанского языка. — М.: Высшая школа, 2005.
- Испанская разговорная речь. — 2-е изд. Перераб.и доп. — М.: Муравей, 2002.
- Фирсова Н. М., Буэнаньо Рухель А. Испанская разговорная речь в Эквадоре. — М.: изд-во «РУДН», 1992.
- Испанский речевой этикет. — З-е изд. перераб. и дополн. — М.: КомКнига, 1991.
- Испанский речевой этикет. — Изд. 2-е, перераб. и дополн. — М.: «Инфра-М», 2000.
- Испанский язык для бизнесменов. — 4-е изд. испр. — М.: Восток Запад, 2007.
- Испанский язык в испаноязычных государствах Латинской Америки: Колумбия, Эквадор, Пуэрто-Рико. — М.: Муравей, 2002.
- Испанско-русский словарь. (Совместно с Н. М. Михеевой) М.: изд-во «РУДН», 2005
- Испанско-русский словарь. Латинская Америка. 3-е изд. М.: изд-во «Русский язык Медиа», 2008 (Главный ред. и один из сост.)
- Морфологическая вариативность. М.: изд-во «УДН», 1986
- Обращение в современном испанском языке. (Совместно с О. С. Чесноковой) М.: изд-во «УДН», 1987
- Семантика и грамматика языковых единиц. М.: изд-во УДН, 1980
- Стилистика испанского глагола. (Гриф. Мин.обр. РФ) М.: Высшая школа, 1976
- Стилистика испанских частей речи (имя существительное). М.: изд-во УДН, 1978
- Языковая вариативность и национально-культурная специфика речевого общения в испанском языке. М.: изд-во «РУДН», 2000

## Награды
- Орден Дружбы народов (1985)
- Орден Почёта (1999)
- Почетный Профессор РУДН (1999)
- Медаль «Ветеран труда»
- Медаль «В память 850-летия Москвы»